# دينيسي توماس
دينيسي توماس (بالإنجليزية: Denise Thomas)‏ (22 ديسمبر 1979 - ) هي لاعبة كرة قدم أيرلندية في مركز الوسط. شاركت مع منتخب جمهورية أيرلندا لكرة القدم للسيدات. أما مع النوادي، فقد لعبت مع Leeds United Women F.C. ‏ وDoncaster Rovers Belles L.F.C. ‏ وBoston Renegades ‏ وسندرلاند للسيدات ‏.

## وصلات خارجية
- دينيسي توماس على موقع الاتحاد الدولي (مؤرشف)  (الإنجليزية)
- دينيسي توماس على موقع الاتحاد الأوربي (الإنجليزية)